# (500251) 2012 KA10
(500251) 2012 KA10 es un asteroide perteneciente al cinturón de asteroides, descubierto el 1 de abril de 2008 por el equipo del Spacewatch desde el Observatorio Nacional de Kitt Peak, Arizona, Estados Unidos.

## Designación y nombre
Designado provisionalmente como 2012 KA10.

## Características orbitales
2012 KA10 está situado a una distancia media del Sol de 2,461 ua, pudiendo alejarse hasta 2,658 ua y acercarse hasta 2,265 ua. Su excentricidad es 0,079 y la inclinación orbital 2,985 grados. Emplea 1410,88 días en completar una órbita alrededor del Sol.

## Características físicas
La magnitud absoluta de 2012 KA10 es 17,8.